# シャルム号

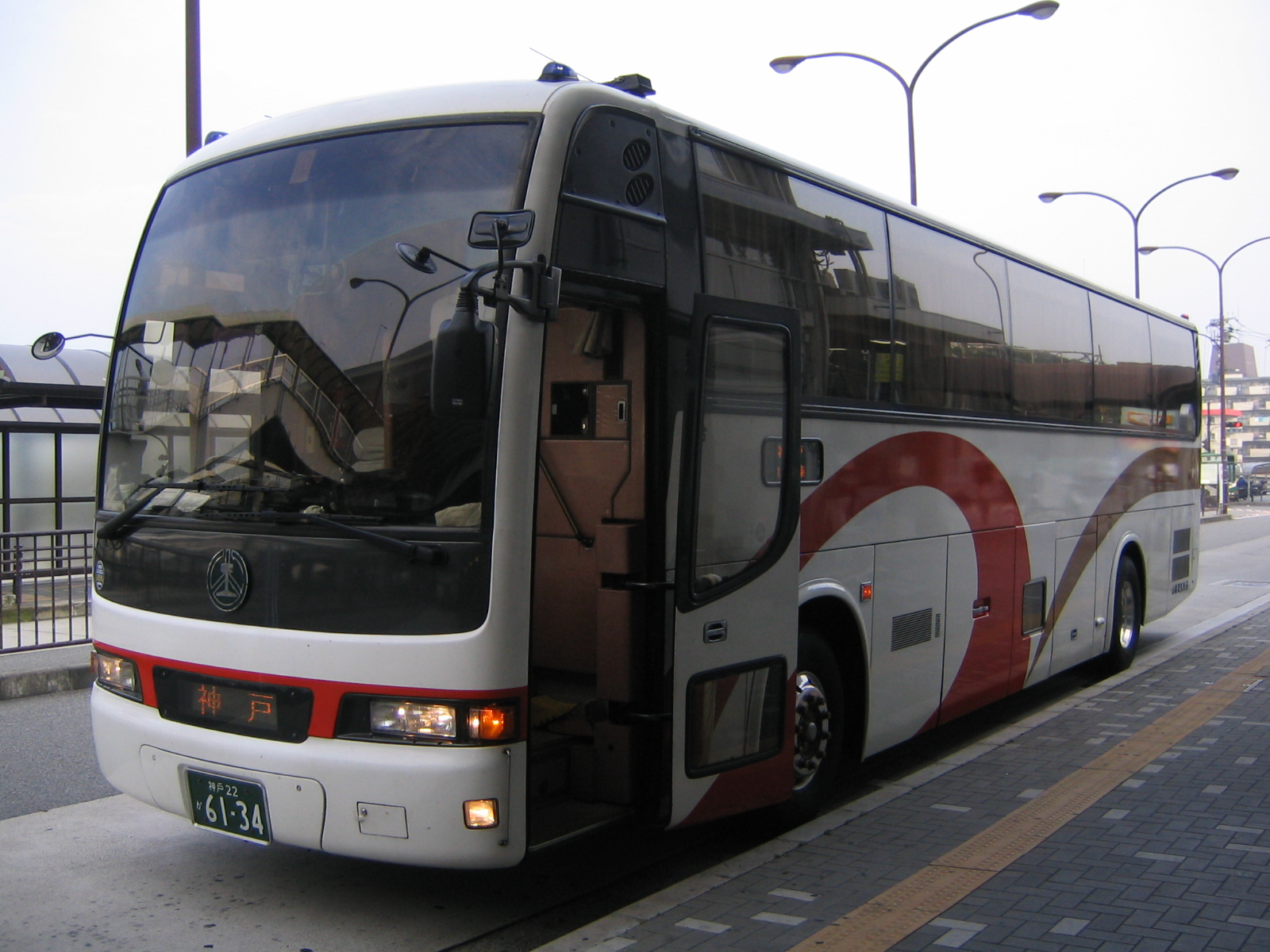
山陽電鉄バス運行便「レッツ号」

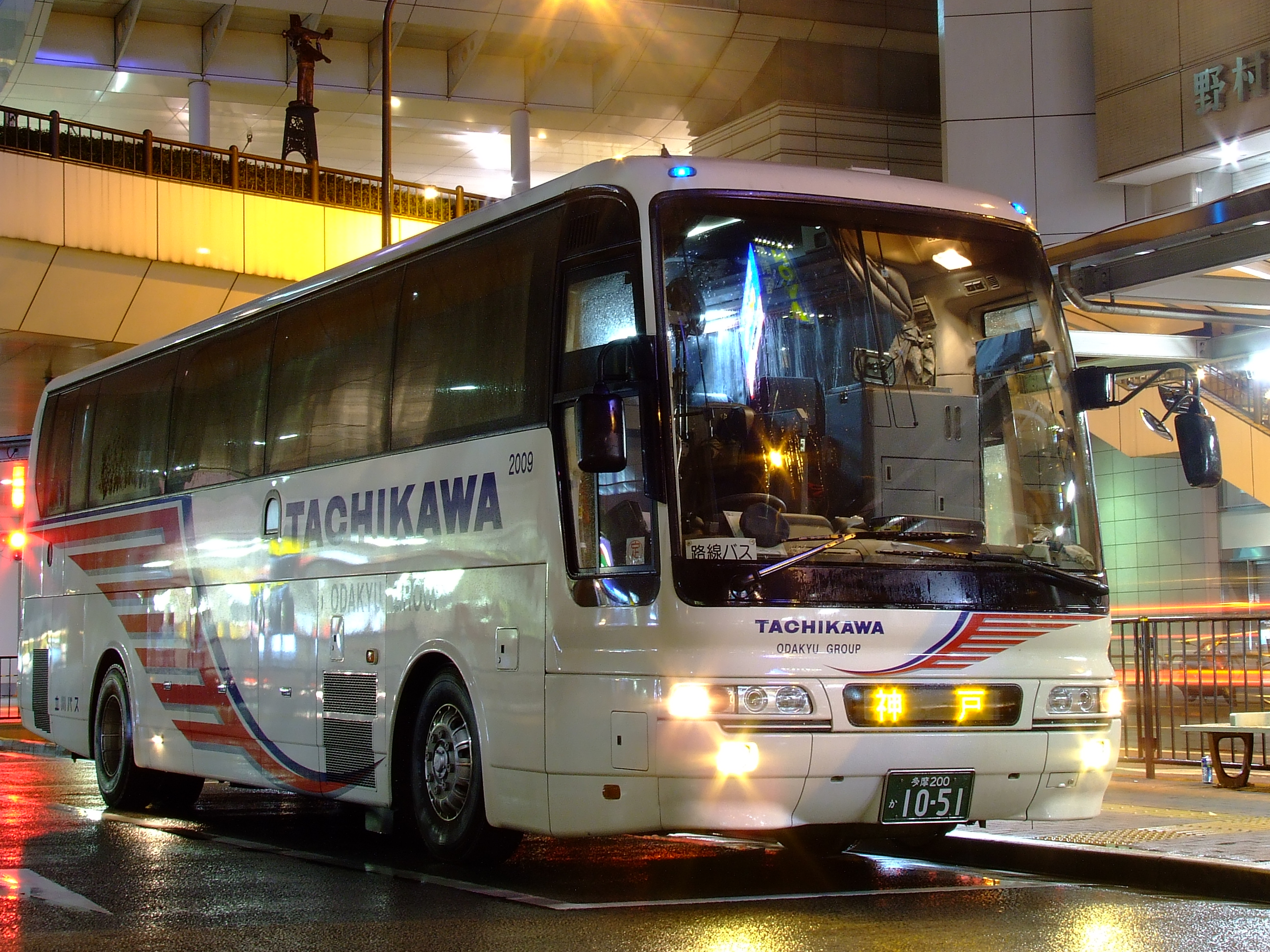
立川バス運行便「シャルム号」

レッツ号（レッツごう、神戸・大阪・京都 - 立川線）は、東京都立川市と兵庫県神戸市を結ぶ夜行高速バスである。「レッツ号」の愛称は、共同運行を行っていた山陽バスが独自に使用していたもので、南海バスでの愛称はない。
路線開設当初は立川バス（運行撤退時はシティバス立川）と山陽電鉄バスが立川 - 神戸間を共同運行していた路線で、立川バスでの愛称は「シャルム号」だった。立川バスでは初にして唯一の夜行高速バスであった。

## 概要
山陽バスの愛称「レッツ号」は、旧山陽電鉄バスの夜行高速バスの統一愛称でもあり、かつては神戸 - 熊本便にも使われていた。熊本便の共同運行先は熊本電気鉄道で、熊本電鉄では「ユウヅル号」の愛称を使用していた。
山陽バスの高速バス予約センターの電話番号の下4桁は、路線愛称にちなんだ「3715」（"Let's Go"→「みな行こう」の語呂合わせ）となっている。

## 現行路線
2015年8月1日以降の運行経路。
- 玉川上水駅南口 - 立飛東門（降車のみ） - パレスホテル立川 - 立川駅北口 - 柴崎学習館（降車のみ） - 昭島駅 - 橋本駅南口 -（圏央道・東名高速道路・新東名高速道路・伊勢湾岸自動車道・新名神高速道路・名神高速道路）- 京都駅八条口 -（阪神高速8号京都線・第二京阪道路）- 高速京田辺 -（第二京阪道路・近畿自動車道・阪神高速13号東大阪線・阪神高速1号環状線）- 湊町バスターミナル（OCAT）- なんば高速バスターミナル -（阪神高速1号環状線・阪神高速16号大阪港線・阪神高速4号湾岸線）- 三宮バスターミナル

立飛東門、柴崎学習館は上り（立川行）便のみ停車する。また、上り便は湊町バスターミナル→なんば高速バスターミナルの順に停車する。
途中休憩は、上りが新名神甲南PA、下りが東名鮎沢PA（2017年11月19日現在）。
乗務員交代は上下線とも共通で、新名神甲南PA・新東名浜松SA・東名鮎沢PA。乗務員交代の場合、休憩所以外は開放なし（2017年11月19日現在）。

## 過去の路線
運行開始から立川バスが撤退するまでの経路。立川バスは「シャルム号」として運行していた。
- 上水営業所 - 玉川上水駅 - パレスホテル立川 - 立川駅北口 - 三宮 - 学園都市駅 - 垂水駅 - 舞子駅

運行開始時は垂水駅が終点で、1993年（平成5年）1月に舞子駅まで延伸された。
南海バス・立川バスでの拝島・立川 - なんば・堺線運転時代の運行ルートは次の通り。
- 拝島営業所 - 玉川上水駅南口 - パレスホテル立川 - 立川駅北口 - 湊町バスターミナル（OCAT） - なんば高速バスターミナル - 南海堺駅前 - 南海堺東駅前 - JR堺市駅前

大阪発・大阪行ともにOCAT→南海なんば高速バスターミナルの順に停車していた。

## 歴史
- 1991年（平成3年）4月25日 - 立川バスと山陽電鉄バスの共同で運行開始[1]。立川バス側は上水営業所発着だが、拝島営業所が担当していた。
- 1993年（平成5年）1月 - 神戸側の起終点が舞子駅へ延伸。
- 2008年（平成20年）11月16日 - 立川側の運行事業者が立川バスからシティバス立川へ移管。
- 2009年（平成21年）5月13日 - 同日出発便を最後にシティバス立川が当路線から撤退。南海バス単独運行であった堺・大阪・京都 - 立川便（立川バスが運行支援していた）と統合し、山陽・南海の2社で神戸・大阪・京都 - 昭島・立川便として運行開始。同時に三宮を除く神戸市内（山陽）、堺市内（南海）での乗降扱いを廃止した。なお、立川側の業務支援は引き続き立川バスで行っていたが、乗車券発売・予約は行っていない。
- 2011年（平成23年）
  - 3月1日 - 神戸側運行事業者が山陽電鉄バスから山陽バスに移管。
  - 12月22日 - 高速京田辺、柴崎学習館、立飛東門の各停留所を新設、なんば - 京都間の運行経路を名神高速道路経由から第二京阪道路経由に変更。
- 2015年（平成27年）8月1日 - JR・京王橋本駅南口停留所を新設。これにより中央自動車道経由から圏央道経由に経路変更。
- 2020年（令和2年）4月4日 - 新型コロナウイルス感染拡大の影響により、この日の三宮出発便より（玉川上水・立川発は翌4月5日出発便より）当面の間運休[2][3]。
- 2023年（令和5年）12月4日 - 運休中の山陽バスが当路線からの撤退を発表[4]（2020年4月3日の三宮出発便（玉川上水・立川発は翌4月4日出発便）が事実上の最終運行となった）。南海バスは引き続き運休。

## 車両
- 座席は独立シートで、定員は28人。トイレは車両中央にある。ただし増車時は仕様の異なる車両となる場合がある。
- スリッパ、毛布のサービスがある。過去にはオーディオサービス、ドリンクサービス（コーヒー、冷たいお茶、オレンジジュース）もあった。